# Молочай плямистий
Молоча́й плями́стий (Euphorbia maculata) — вид трав'янистих рослин з родини молочайні (Euphorbiaceae), поширений у США й Канаді.

## Опис
Однорічна рослина зі стрижневим коренем. Стебла зазвичай розкинуті, зрідка з висхідними кінчиками, не вкорінюються у вузлах, 5–45 см. Листки супротивні; прилистки чітко виражені, 1–1.3 мм; ніжка 0.5–1.5 мм; пластинки від довгасто-яйцюватих до яйцювато-еліптичних або довгасто-еліптичних, 4–18 × 2.5–8 мм, основа сильно асиметрична, верхівка округла або широко гостра, краї зубчасті (довша сторона) або майже цілі (коротша сторона), низ блідо-сірувато-зелений, від помірно до щільно ворсисті, верх як правило, з неправильною червонуватою смугою вздовж серединної жилки, майже голі або з рідкісними, довгими, стрункими волосками. Коробочки яйцюваті, 1.3–1.5 × 1.2–1.4 мм. Насіння від білого до світло-коричневого кольору, довгасто-яйцеподібні, різко кутові в перерізі, 1–1.2 × 0.6–0.9 мм. 2n = 28.
Цвітіння та плодоношення: весна — осінь.

## Поширення
Поширений у США й Канаді; інтродукований у Південній Америці, Північній Африці, Австралії, Азії, Європі. Населяє порушені ділянки, перелогові поля, сади, тротуарні тріщини, залізниці, узбіччя доріг; 0–1500 метрів.

## Галерея

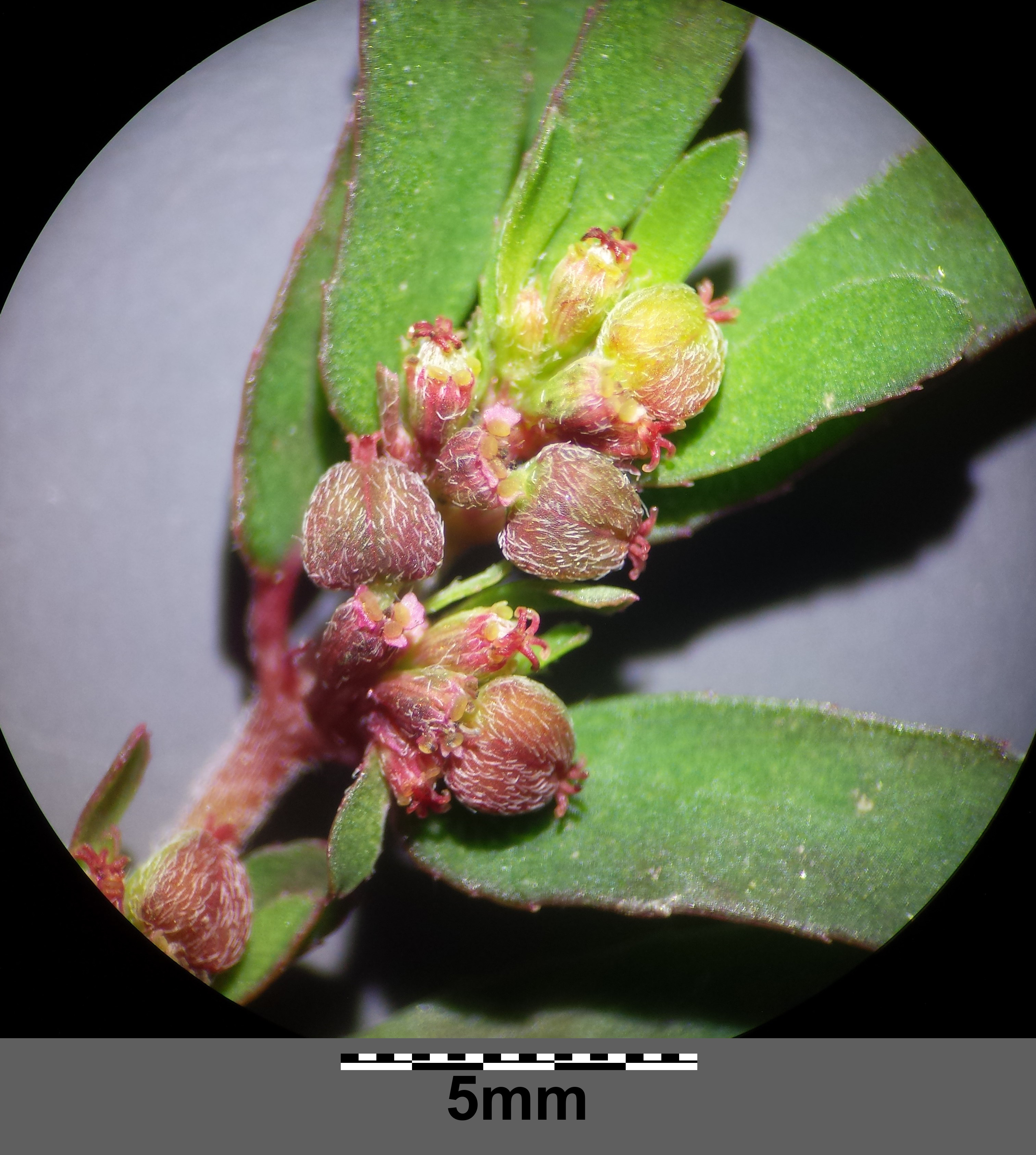
супліддя
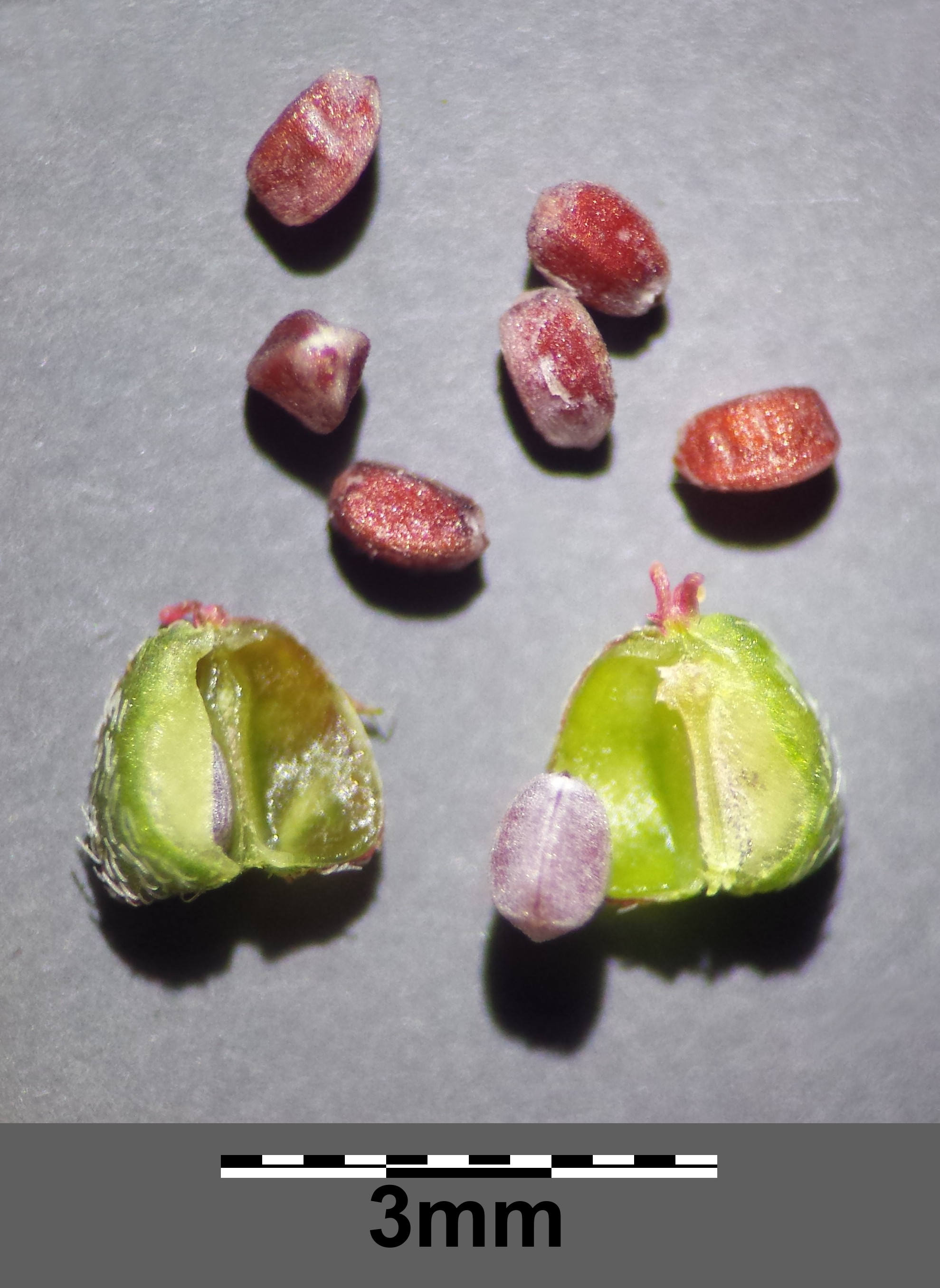
плоди й насіння
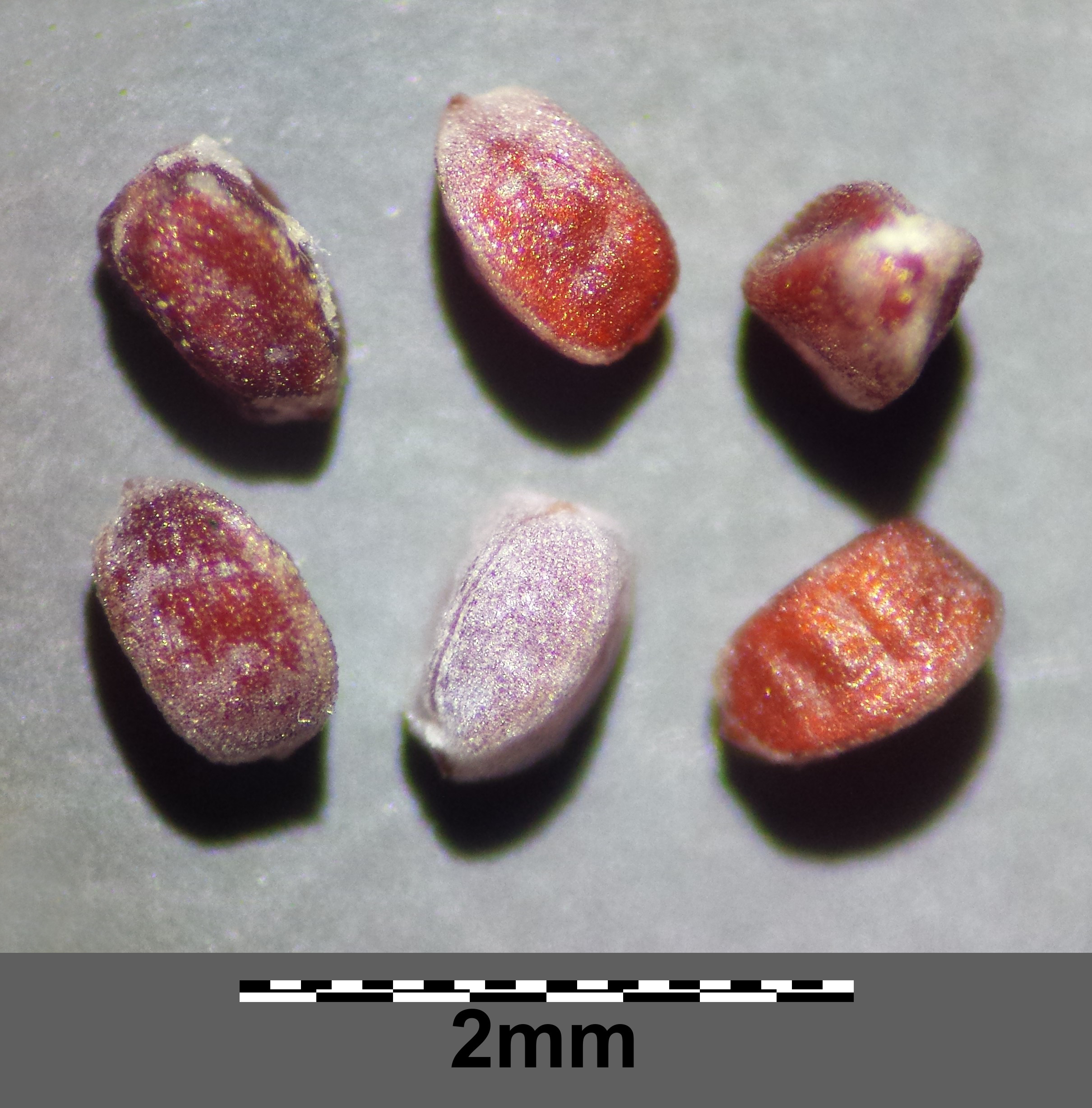
насіння